# پرونده باز
پرونده باز (انگلیسی: Cold case) یا پروندهٔ حل‌نشده یا پروندهٔ مختومه‌نشده، جرم یا جنایتی مشکوکی است که هنوز به‌طور کامل حل نشده‌است و موضوع آئین دادرسی کیفری فعلی نیست، اما امکان دارد اطلاعات جدیدی در مورد آن از طریق شهادتِ جدید شاهدان، بررسی مجدد بایگانی‌ها، بررسی شواهد جدید یا ضبط‌شدهٔ پیشین یا فعالیت‌های تازه یک مظنون به دست آید. روش‌های فناوری جدیدی که پس از ارتکاب جرم ایجاد شده‌اند، می‌توانند بر روی شواهد باقی‌مانده استفاده شوند تا با کمک آنها علل ارتکاب جرم تجزیه و تحلیل شوند که در بیشتر موارد با نتایج قطعی همراه است.
پرونده‌های باز یه طور معمول، جرم‌های خشونت‌آمیز و سایر جرایم جنایی بزرگ مانند قتل و تجاوز جنسی هستند، که - برخلاف جرایم جزئی حل‌نشده - معمولاً مشمول قانون مرور زمان نیستند.
گاهی ناپدید شدن اشخاص نیز جزء پرونده‌های حل‌نشده طبقه‌بندی می‌شود و پرونده‌ای باز است، به‌عنوان مثال هنگامی که قربانی برای مدتی طولانی، مفقودالاثر است و هیچ اثری از او یافت نمی‌شود مانند پرونده‌های ناپدید شدن ناتالی هالووی یا ناپدید شدن بچه‌های بومانت.
حدود ۳۵ درصد از این پرونده اصلاً حل‌نشده یا باز نیستند. برخی از پرونده‌های به ظاهر بسته‌شده (حل شده) به‌دلیل کشف شواهد جدیدی که مظنون/مظنونان اصلی را تبرئه می کند، دوباره در زمرهٔ پرونده‌های باز قرار می‌گیرند. موارد دیگر زمانی پروندهٔ باز محسوب می‌شوند است که جنایت پس از مدتها از وقوع آن کشف شود - مثلاً با کشف بقایای جسد انسان. برخی از پرونده‌ها هم‌زمانی که پرونده‌ای که در ابتدا به عنوان مرگ تصادفی یا خودکشی اعلام شده بود، با ظهور شواهد جدید به عنوان قتل در نظر گرفته می‌شوند، مجدداً پروندهٔ باز و حل‌نشده محسوب می‌شوند.